# 避暑地の恋
「避暑地の恋」（ひしょちのこい）は、1973年4月25日に発売された、チェリッシュの通算6枚目のシングル。

## 解説
- オリコンチャートにおいては、チェリッシュの最大ヒット曲『ひまわりの小径』以来、3作品ぶりに週間最高3位まで上昇。また、シングル売上枚数は33.1万枚を記録した[1]。

## 収録曲
- 両楽曲共に、作詞：林春生／作曲・編曲：馬飼野俊一

1. 避暑地の恋（3分26秒）
2. 線路づたいの細い道（2分57秒）

## 収録アルバム
- スーパー･デラックス
- チェリッシュ・ライブ

など

## カバー
- 沢田亜矢子（1973年／アルバム「アザミの花／特別な友だち」収録）
- キャンディーズ（1973年／アルバム「あなたに夢中〜内気なキャンディーズ〜」収録）